# Trinité-et-Tobago aux Jeux olympiques d'été de 1952
Trinité-et-Tobago participe aux Jeux olympiques d'été de 1952, à Helsinki. Il s’agit de la seconde participation de ce pays aux Jeux Olympiques.  La délégation de ce pays  était déjà très modeste aux Jeux de 1948 (5 athlètes), elle l’est plus encore en la circonstance puisqu’elle se compose seulement de deux représentants concourant dans le même sport : l’haltérophilie. Ces deux haltérophiles sont Rodney Wilkes (porte-drapeau) et Lennox Kilgour et ils vont pourtant réaliser l’exploit de conquérir tous les deux une médailles de bronze. Rodney Wilkes ayant déjà remporté l’argent lors des Jeux précédents. 

## Liste des médaillés trinidadiens
| Sport                   | Discipline      | Sportifs       |
| Médailles de bronze : 2 |                 |                |
| Haltérophilie           | 82,5 kg - 90 kg | Lennox Kilgour |
| Haltérophilie           | 56 kg - 60 kg   | Rodney Wilkes  |

## Sources
- (fr) Résultats officiels sur le site du Comité international olympique
- (en) Bilan complet de Trinité-et-Tobago aux Jeux olympiques d'été de 1952 sur Olympedia.org